# Estado Libre de Orange
El Estado Libre de Orange (en afrikáans y neerlandés, Oranje Vrystaat; en inglés, Orange Free State) fue un Estado independiente bajo soberanía británica en el sur de África durante la segunda mitad del siglo XIX, que dejó de existir después de ser derrotado y rendido al Imperio británico al final de la segunda guerra bóer en 1902. Es uno de los tres precursores históricos de la actual provincia del Estado Libre. Se extendía entre el río Orange y el río Vaal.

## Historia
Fue fundado como estado libre por los voortrekkers, colonos bóeres, que salieron de la provincia del Cabo tras su anexión por el Reino Unido en 1848. Los británicos reconocieron la independencia del Estado Libre de Orange el 17 de febrero de 1854 y el país accedió oficialmente a la independencia el 23 de febrero de 1854, con la firma de la Conferencia de Bloemfontein. La República de Transvaal, un estado bóer similar, obtuvo la independencia en el mismo período.
Aunque el Estado Libre de Orange se convirtió en una república exitosa en lo político y lo económico, experimentó conflictos crónicos con los británicos (véase Guerra de los Bóeres) hasta que finalmente fue anexionada a la Colonia del Río Orange en 1900. Se adhirió a la Unión de Sudáfrica en 1910. El nombre de la república proviene parcialmente del río Orange (como la República de Transvaal fue llamada por el río Vaal), pero ambos nombres fueron tomados por los protestantes neerlandeses en honor a la familia reinante en los Países Bajos, la Casa de Orange.

### Primeros asentamientos
Los europeos visitaron por primera vez el país al norte del río Orange a finales del siglo XVIII. Uno de los visitantes más notables fue el explorador holandés Robert Jacob Gordon, quien trazó un mapa de la región y le dio su nombre al río Orange. En aquella época la población era escasa. La mayoría de los habitantes parecen haber sido miembros del pueblo Sotho, pero en los valles de Orange y Vaal estaban Korana (Khoikhoi) y una sección de Barolong en Drakensberg y en la frontera occidental vivían numerosos bosquimanos. A principios del siglo XIX, Griqua se estableció al norte de Orange.

## Política
La constitución de 1854 establecía que la legislatura unicameral, Volksraad, era la autoridad suprema. El poder ejecutivo estaba dirigido por el presidente del estado, elegido por los burgueses de una lista de candidatos nominados por el Volksraad.

### Presidentes
Los presidentes que el Estado Libre de Orange tuvo a lo largo de su historia fueron:
- Josias P. Hoffman - Primer presidente, 1854-1855.
- Jacobus Nicolaas Boshoff - Segundo presidente, 1855-1859.
- Marthinus Wessel Pretorius - Tercer presidente, 1859-1863 (también presidente de la República Sudafricana, el nombre oficial de la República de Transvaal) 1857-1871).
- Johannes Henricus Brand - Cuarto presidente, 1864-1888.
- Francis William Reitz - Quinto presidente, 1889-1895.
- Marthinus Theunis Steyn - Sexto y último presidente, 1896-1902.
- Christiaan Rudolph de Wet - Presidente en funciones del 29 al 31 de mayo de 1902 y signatario de la Paz de Vereeniging.

## Bandera

Bandera del Estado Libre de Orange.

La bandera nacional del Estado Libre de Orange se adoptó en 1856. Estaba compuesta por cuatro franjas blancas y tres anaranjadas colocadas alternadamente (estando las blancas en el exterior) con una versión de la bandera neerlandesa (utilizada inicialmente en Graaff-Reinet y Swellendam en 1795) en una esquina. La antigua bandera de Sudáfrica (en el periodo 1927-1994) mostraba en el interior de su franja blanca central, una bandera del Estado Libre de Orange colgada de modo vertical.

## Sellos de correos
La república comenzó a emitir sellos de correos en 1868, y continuó hasta 1897. El único dibujo era un naranjo, con la inscripción "Oranje Vrij Staat" en el margen. Los sellos fueron tipografiados por De La Rue and Company, y aparecieron en denominaciones de entre un penique y cinco chelines, en varios colores.